# François Pervis

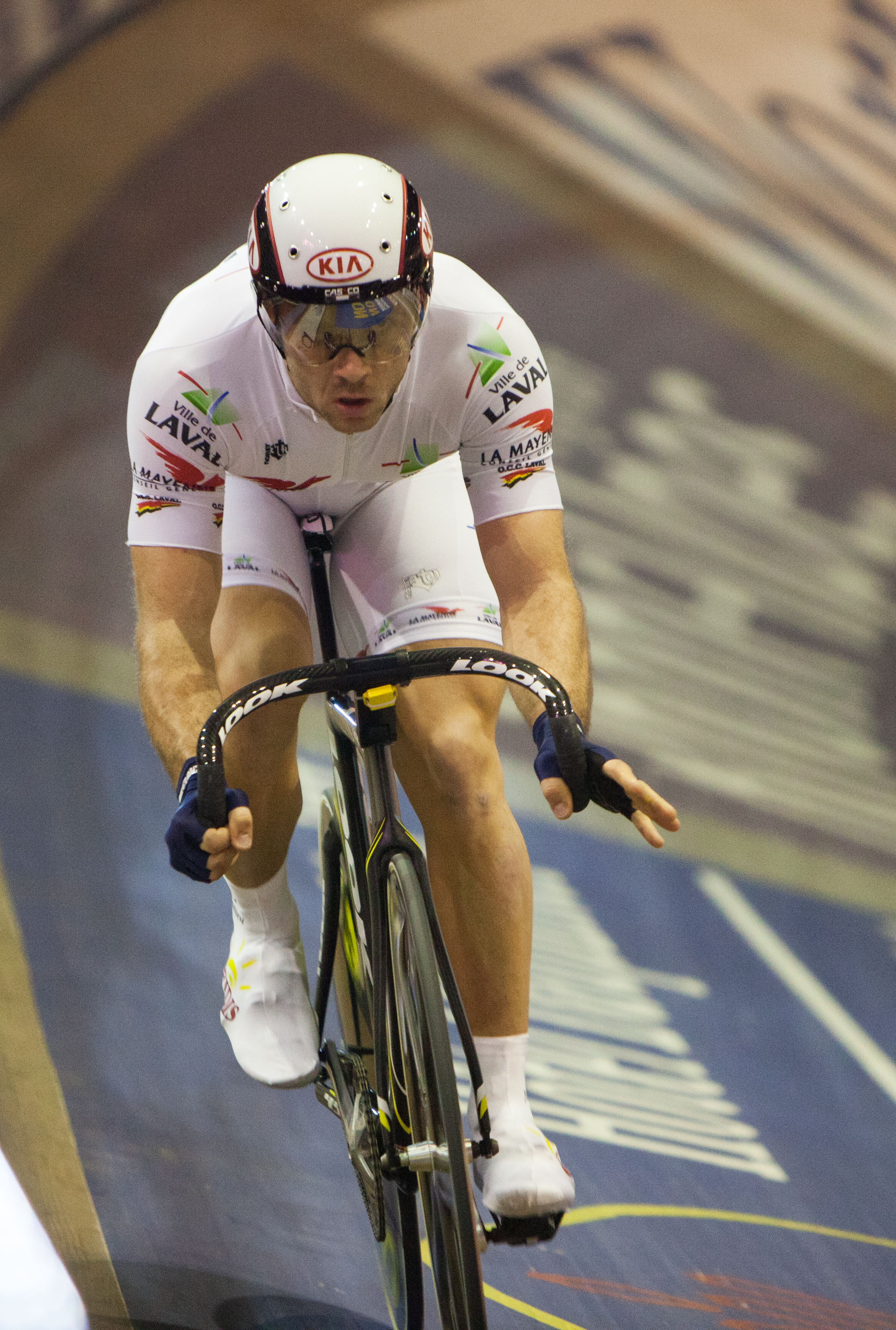
François Pervis em 2011

François "Franck" Pervis (nascido em 16 de outubro de 1984) é um ciclista de pista francês. Vencedor de quatorze medalhas em campeonatos mundiais, seis delas de ouro, em diferentes especialidades. Terminou em sexto lugar na prova de 1 km contrarrelógio nos Jogos Olímpicos de Atenas em 2004.